# Latin Playboys
Latin Playboys fue una agrupación musical mexicana, formada en Los Ángeles, California por David Hidalgo, Louie Pérez, Mitchell Froom y Tchad Blake, activo en la década de 1990. Los miembros de la banda estaban relacionados con la agrupación Los Lobos.

## Historia
Latin Playboys comenzó con una serie de grabaciones demo hechas por David Hidalgo en una máquina de casete de cuatro pistas. Las grabaciones estaban destinadas al grupo principal de Hidalgo, Los Lobos, pero el productor y teclista Mitchell Froom consideró que eran lo suficientemente interesantes por sí mismas como para formar un proyecto paralelo. Con Louie Pérez, baterista de Los Lobos, y Tchad Blake, socio de producción de Froom, formaron la banda en 1994.
El grupo lanzó dos álbumes. El primero de ellos, el homónimo Latin Playboys, comenzó formándose mediante descartes del álbum Kiko (1990) de Los Lobos. Fue lanzado en 1994 por Slash y Warner. El segundo, Dose, fue lanzado en 1999 por Atlantic Records. Este lanzamiento fue acompañado por la primera gira de la banda, presentándose en locales como el Galaxy Concert Theatre en Santa Ana, California, Lee's Palace en Toronto y en South by Southwest en Austin, Texas. Las canciones «Manifold de Amour» y «Forever Night Shade Mary» fueron incluidas en la banda sonora de la película Desperado, dirigida por Robert Rodríguez de 1995.
El crítico Richie Unterberger describió su música como «una versión retorcida y vanguardista de la música roots». El crítico Robert Christgau la describió como «fragmentos impresionistas coalescentes en una contrarrealidad auditiva sostenida» y nombró su debut homónimo como el segundo mejor álbum de los años noventa.

## Miembros
- Louie Pérez (1994-1999)
- David Hidalgo (1994-1999)
- Mitchell Froom (1994-1999)
- Tchad Blake (1994-1999)

## Discografía
- Latin Playboys (1994, Slash/Warner Bros)
- Dose (1999, Atlantic)